# Giovanni Maria Capelli
Giovanni Maria Capelli (Parma, 7 dicembre 1648 – Parma, 16 ottobre 1726) è stato un compositore italiano.

## Biografia
Quasi nulla si conosce sulla sua giovinezza e formazione musicale. La sua prima attività musicale nota che ci viene riportata è quella di cantante presso il duomo di Parma nel 1699, periodo nel quale fu probabilmente ordinato sacerdote. L'anno seguente diventò maestro di cappella della cattedrale. Nel luglio del 1709 fu nominato, sempre nella città natale, organista della Chiesa della Madonna della Steccata. Nello stesso anno gli fu offerto un posto al servizio della corte Farnese, probabilmente, subito o qualche anno dopo, quella di maestro di cappella. Il suo debutto come compositore d'opera avvenne nel 1710 a Reggio Emilia con il dramma per musica I rivali generosi. La propria carriera operistica, che lo vide protagonista nei palcoscenici di Reggio Emilia, Mantova, Parma e Venezia, si concluse nel 1726, all'età di 78 anni, con I fratelli riconosciuti.
Capelli fu molto lodato dai contemporanei: La Borde lo descrisse come un eccellente compositore con un raro talento e originalità; Quantz, dopo aver ascoltato la prima messa in scena de I fratelli riconosciuti, nella sua autobiografia lo definì un compositore pieno di fuoco e con molta inventiva. Nel complesso le sue opere sono totalmente convenzionali: ouverture, una serie di recitativi e arie (o duetti) che si alternano fra di loro e coro finale.

## Composizioni

### Opere
| Anno | Titolo                                              | Libretto                                                                          | Prima esecuzione                               | Partitura (stato e luogo di conservazione) | Note                                                                                              | Rielaborazione o ripresa         | Arie sparse (quantità e locazione                                                     |  |
| ---- | --------------------------------------------------- | --------------------------------------------------------------------------------- | ---------------------------------------------- | ------------------------------------------ | ------------------------------------------------------------------------------------------------- | -------------------------------- | ------------------------------------------------------------------------------------- |  |
| 1710 | I rivali generosi                                   | Apostolo Zeno                                                                     | Reggio Emilia, 1710                            | non conservata                             | in collaborazione con Clemente Monari (1° atto) e Francesco Antonio Mamiliano Pistocchi (2° atto) |                                  |                                                                                       |  |
| 1713 | L'amore politico e generoso della regina Ermengarda |                                                                                   | Mantova, 1713                                  | non conservata                             | in collaborazione con Francesco Gasparini                                                         |                                  |                                                                                       |  |
| 1718 | L'Eudamia                                           | Vincenzo Piazza                                                                   | Parma, carnevale 1718                          | non conservata                             | arrangiamento a partire dalla versione di Antonio Fanzaglia                                       | Modena, Molza, 15 ottobre 1718   |                                                                                       |  |
| 1720 | Nino                                                | Ippolito Zanelli                                                                  | Reggio Emilia, fiera 1720                      | non conservata                             | 1° atto di Capelli, 2° di Francesco Gasparini, 3° di Antonio Bononcini                            | Modena, Rangoni, giugno 1720     | 6 arie in F-Pc X.111 B                                                                |  |
| 1722 | Giulio Flavio Crispo                                | Benedetto Pasqualigo                                                              | Venezia, S.Giovanni Grisostomo, carnevale 1722 | non conservata                             |                                                                                                   |                                  | una collezione d'arie in D-Hs M A/814, CS-Prag, Kreuzherrenarchiv, 1 aria in D-B 2950 |  |
| 1722 | Venceslao                                           | Apostolo Zeno                                                                     | Venezia, S.Giovanni Grisostomo, carnevale 1722 | non conservata                             | lavoro collettivo: 1° atto di Porta, 2° e 3° di Pollarolo, 4° e 5° di Capelli                     | Venezia, S.Moisè, carnevale 1723 |                                                                                       |  |
| 1723 | Mitridate re di Ponto                               | Benedetto Pasqualigo                                                              | Venezia, S.Giovanni Grisostomo, carnevale 1723 | non conservata                             |                                                                                                   |                                  | 1 aria in D-B 2950                                                                    |  |
| 1723 | Orsmisda                                            | ?                                                                                 | Genova, primavera 1723                         | non conservata                             | pasticcio?                                                                                        |                                  |                                                                                       |  |
| 1723 | Radamisto                                           | ?                                                                                 | Genova, primavera 1723                         | non conservata                             | stesso di Orsmisda?                                                                               |                                  |                                                                                       |  |
| 1724 | Il Venceslao                                        | Apostolo Zeno                                                                     | Parma, primavera 1724                          | conservata                                 | partitura in G-Lbm 15993                                                                          |                                  |                                                                                       |  |
| 1726 | I fratelli riconosciuti                             | Carlo Innocenzo Frugoni, a partire da La verità nell'inganno di Francesco Silvani | Parma, primavera 1726                          | conservata                                 | partitura in B-Bc 2050, GB-CDp                                                                    |                                  |                                                                                       |  |

### Musica sacra
- La carità trionfante (oratorio, 1707, Parma)
- Maria Vergine contemplata in due de' suoi sette dolori (oratorio, 1726, Bologna)
- Messa per 4 voci e strumenti
- Tantum ergo per 4 voci, 2 violini, viola e organo
- Tantum ergo per soprano, 2 violini, viola e organo